# Hezb-i-Islami
Denna artikel behandlar Gulbuddin Hekmatyars organisation. För Khalis-fraktionen, se Hezb-i-Islami Khalis.
Hezb-i-Islami (även Hezbi Islami, Hezbi-Islami, Hezb-e-Islami; "Islamiska partiet") är en väpnad styrka i Afghanistan ledd och grundad (1975) av Gulbuddin Hekmatyar.
1979 bröt maulavi Mohammad Yunus Khalis med Hekmatyar och bildade sin egen utbrytargrupp, känd som Khalis-fraktionen, med maktbas i Nangarhar.
Gruppen har tidigare även opererat i Iran och sägs nu ha allierat sig med talibanrörelsen i Afghanistan.